# Ledenice (Novi Vinodolski)
Pour les articles homonymes, voir Ledenice.
Ledenice est une localité de Croatie située dans la municipalité de Novi Vinodolski et dans le comitat de Primorje-Gorski Kotar. En 2001, la localité comptait 172 habitants.

## Démographie
| 1948 | 1953 | 1961 | 1971 | 1981 | 1991 | 2001 |
| ---- | ---- | ---- | ---- | ---- | ---- | ---- |
| 468  | 449  | 379  | 317  | 214  | 181  | 172  |